# Carmen Juárez
María del Carmen Juárez Campos (11 febbraio 1997) è una nuotatrice artistica spagnola.

## Palmarès
- Mondiali

Gwangju 2019: bronzo nel libero combinato
- Europei

Londra 2016: bronzo nella gara a squadre
Glasgow 2018: bronzo nel libero chinato
- Giochi europei

Baku 2015: argento nella gara a squadre e nel libero combinato.